# Steve Hamilton
Steve Absher Hamilton (Columbia, Kentucky, 30 de noviembre de 1935-Morehead, Kentucky, 2 de diciembre de 1997) fue un jugador de baloncesto y de béisbol estadounidense que disputó dos temporadas en la NBA, y doce más en las Grandes Ligas de Béisbol. Con 1,98 metros de estatura, jugaba en la posición de ala-pívot y de pitcher en béisbol.

## Trayectoria deportiva

### Universidad
Tras jugar en su temporada freshman en la Universidad Purdue, jugó cuatro temporadas más con los Eagles de la Universidad Morehead State, en las que promedió 17,9 puntos y 16,4 rebotes por partido. Fue elegido en 1955 y 1958 en el mejor quinteto de la Ohio Valley Conference. es en la actualidad el máximo reboteador de la historia de los Eagles, con 1.675 rebotes capturados.

### Profesional

#### Baloncesto
Fue elegido en la octava posición del Draft de la NBA de 1958 por Minneapolis Lakers, donde jugó dos temporadas. en la primera de ellas ayudó a alcanzar las Finales en las que cayeron ante los Boston Celtics, promediando 4,4 puntos y 3,3 rebotes por partido, como suplente de la estrella del equipo, Elgin Baylor.
Al año siguiente ganó minutos en el terreno de juego, y terminó promediando 5,1 puntos y 3,9 rebotes por encuentro.

#### Béisbol
En abril de 1958 fichó como agente libre por los Cleveland Indians, pero no debutó con el equipo hasta 1961. Jugó en total doce temporadas en las Grandes Ligas, nueve de ellas en los New York Yankees, como pitcher reserva. En 421 partidos disputados consiguió un ERA de 3,05. Lanzó en una entrada de las Series Mundiales de 1963, en las que cayeron derrotados ante Los Angeles Dodgers y en dos entradas al año siguiente, en las que perdieron ante St. Louis Cardinals.
Tras retirarse, fue entrenador de los Detroit Tigers una temporada, y posteriormente, director deportivo de su alma mater, la Universidad Morehead State, hasta su fallecimiento en 1997 víctima de un cáncer de colon.

## Estadísticas de su carrera en la NBA

### Temporada regular
| Año     | Equipo      | PJ | MPP  | %TC  | %TL  | RPP | APP | PPP |
| ------- | ----------- | -- | ---- | ---- | ---- | --- | --- | --- |
| 1958-59 | Minneapolis | 67 | 12.6 | .371 | .679 | 3.3 | .5  | 4.4 |
| 1959-60 | Minneapolis | 15 | 16.5 | .377 | .783 | 3.9 | .5  | 5.1 |
| Total   | Total       | 82 | 13.3 | .372 | .697 | 3.4 | .5  | 4.5 |

### Playoffs
| Año   | Equipo      | PJ | MPP | %TC  | %TL  | RPP | APP | PPP |
| ----- | ----------- | -- | --- | ---- | ---- | --- | --- | --- |
| 1959  | Minneapolis | 10 | 8.7 | .279 | .800 | 3.5 | .5  | 3.2 |
| Total | Total       | 10 | 8.7 | .279 | .800 | 3.5 | .5  | 3.2 |